# Municipio de Seventy-Six (condado de Washington)
El municipio de Seventy-Six (en inglés: Seventy-Six Township) es un municipio ubicado en el condado de Washington en el estado estadounidense de Iowa. En el año 2010 tenía una población de 275 habitantes y una densidad poblacional de 2,91 personas por km².

## Geografía
El municipio de Seventy-Six se encuentra ubicado en las coordenadas 41°22′27″N 91°53′51″O / 41.37417, -91.89750. Según la Oficina del Censo de los Estados Unidos, el municipio tiene una superficie total de 94.64 km², de la cual 94,6 km² corresponden a tierra firme y (0,04 %) 0,03 km² es agua.

## Demografía
Según el censo de 2010, había 275 personas residiendo en el municipio de Seventy-Six. La densidad de población era de 2,91 hab./km². De los 275 habitantes, el municipio de Seventy-Six estaba compuesto por el 97,82 % blancos, el 0,36 % eran amerindios y el 1,82 % eran de una mezcla de razas. Del total de la población el 1,45 % eran hispanos o latinos de cualquier raza.